# Dendrobium foederatum
Dendrobium foederatum är en orkidéart som beskrevs av S.F. St.Cloud. Dendrobium foederatum ingår i släktet Dendrobium, och familjen orkidéer.
Artens utbredningsområde är Queensland. Inga underarter finns listade i Catalogue of Life.